# Frate Alberigo
io son quel della frutta del mal orto,

che qui riprendo dattero per figo".»
(Inferno, canto XXXIII, vv. 118-120)
Alberigo dei Manfredi, detto Frate Alberigo (Faenza, 1240 circa – Ravenna, 1309 circa), è un personaggio che si incontra nel canto XXXIII dell'Inferno di Dante Alighieri, nella terza zona del nono cerchio, e cioè nella Tolomea, dove sono puniti i traditori degli ospiti.

## Biografia
Alberigo era figlio di Ugolino I Manfredi di Alberigo della potente famiglia dei Manfredi di Faenza, entrato dal 1267 nell'ordine dei Frati Gaudenti.
Il 2 maggio 1285 invitò a convito presso la Castellina di Pieve Cesato, nella campagna faentina, due suoi parenti con i quali era in discordia, Manfredo e Alberghetto dei Manfredi, e li fece uccidere ad un segnale convenuto, che era quello di servire "la frutta". Al delitto parteciparono il figlio di Alberigo, Ugolino (?-1301), e il nipote Francesco.
A causa dei dissidi con la parte politica avversa, Frate Alberigo fu costretto a trascorrere in esilio gli ultimi anni della sua vita. Morì a Ravenna dopo il 1301, data della morte del figlio Ugolino.

## Nella Divina Commedia
Non era ancora morto nel 1300, l'anno in cui Dante colloca nel tempo la Commedia, ma il poeta inventa una particolarità della zona della Tolomea, i cui peccatori verrebbero dannati non appena compiuto il peccato, mentre un diavolo prende possesso del loro corpo che continua a vivere nel mondo il tempo che gli è stato assegnato. Secondo il Buti, uno dei primi commentatori della Divina Commedia, sarebbe esistito nel Trecento una frase proverbiale di ricevere la "frutta di frate Alberigo" per indicare un tradimento.
Dante ha una particolare maturazione nell'episodio di Frate Alberigo: il dannato lo prega di togliergli il ghiaccio che gli si è formato sugli occhi impedendogli di piangere e Dante promette di farlo, possa egli andare in fondo all'Inferno (cosa che deve fare comunque per compiere il suo viaggio nell'oltretomba); allora Alberigo inizia a raccontargli di sé e dei suoi vicini di pena, come Branca Doria, inframezzando con frequenti richieste di togliere poi il ghiaccio.
aprimi li occhi". E io non gliel'apersi.»
(Inf. XXXIII, vv. 148-149)
Ma Dante alla fine si rifiuta di farlo, perché se in altre zone dell'Inferno si era mosso a pietà dei dannati, adesso ha compreso che la giustizia divina deve fare il suo corso e che alleviare le pene di questi sarebbe come andare contro Dio: cortesia fu lui esser villano, cioè fu moralmente giusto esser villano con lui.